# YKT6
YKT6‏ (SNARE protein Ykt6) هوَ بروتين يُشَفر بواسطة جين YKT6 في الإنسان.